# Jamshedpur
Jamshedpur (जमशेदपुर en Devanagari)(জামশেদপুর en Bengalí) és el conglomerat urbà més gran de l'estat de Jharkhand (anteriorment a l'estat de Bihar) amb una població d'1,1 milió (segons el cens del 2001). Jamshedpur és la primera ciutat industrial ben planejada de l'Índia, fundada per Jamshedji Nusserwanji Tata. També és coneguda com a Steel City o simplement com a Tata.
Ocupa el 28è lloc entre les 35 ciutats de més d'un milió d'habitants. Segons el cens de 2001, ocupa el 31è lloc quant a aglomeracions urbanes de l'Índia. Situada al districte d'Est Singhbhum de Jharkhand a l'altiplà de Chota Nagpur, de la qual és la seu, i està envoltada pels bonics turons de Dalma. Els rius Subarnarekha i Kharkai rodegen la ciutat pel nord i l'oest, respectivament.
És el centre industrial més gran de l'est de l'Índia. Acull nombroses empreses ben conegudes com a Tata Steel, Tata Motors, Tata Power, Lafarge Cement, Telcon, Usha Martin, BOC Gases, Praxair, TRF Limited, Tata Pigments, Tinplate, Tata Cummins i moltes altres. També s'hi troba un dels cinturons industrials més gran de l'Índia conegut amb el nom d'Adityapur, que acull més de 800 empreses petites i mitjanes.
És una de les ciutats més netes i verdes de l'Índia. Segons una enquesta del govern de l'Índia, va ser declarada la setena ciutat més neta del país. S'ha pronosticat com la vuitanta-quatrena ciutat de més rapid creixement del món entre els anys 2006 i 2010. Una gran part de la ciutat és dirigida per la mateixa Tata Steel, que ha donat lloc a un dels millors serveis civils e infraestructures urbanes que s'ofereixen als seus ciutadans. Per aquesta raó es considera que és un model a seguir i moltes ciutats estan tractant de replicar el model.
Jamshedpur també ha estat escollida per les Nacions Unides per ser una de les ciutats del programa pilot Pacte Mundial, l'única escollida a l'Índia i a tot el sud-est asiàtic.

## Etimologia
El 1919 Lord Chelmsford va donar en nom de Jamshedpur a la ciutat, en honor del seu fundador, Jamshedji Nausherwanji Tata, l'aniversari del qual, el 3 de març, se celebra com el Dia del Fundador. J. N. Tata havia escrit al seu fill Dorabji Tata sobre la seva visió d'una gran ciutat a la zona. En el Dia del Fundador, els 0.91 km² que ocupa el Jubilee Park, són decorats amb llums brillants durant una setmana, fet que atreu gent d'arreu del país.
La ciutat té diversos àlies com Steel City (al qual es feia referència a la campanya de Tata Steel, en la que es deia Green City - Clean City - Steel City), Tatanagar degut al nom de la seva estació de tren Tatanagar Railway Station o simplement Tata en deferència a la presència significativa de les empreses del grup Tata a la ciutat i els voltants.

## Història
A començaments del segle xx, els Tatas van voler construir una planta de producció d'acer a l'Índia. Jamshedji Tata va viatjar a Pittsburgh i li va demanar al geòleg Charles Page Perin que l'ajudés a trobar els lloc per construir el seu somni, la primera planta d'acer de l'Índia. La cerca d'un lloc ric en el recursos necessaris per a la planta, com ferro, carbó, pedra calcària i aigua, va començar l'abril de 1904 a l'actual Madhya Pradesh.
Els prospectors C. M. Weld, Dorab Tata i Shapurji Saklatvala, van trigar prop de tres anys en trobar una ubicació adequada, cercant minuciosament a través de vastes extensions de terreny inhòspit. Un dia, gairebé per accident, es van trobar amb una vila anomenada Sakchi, en els trams densament boscosos de l'altiplà de Chhota Nagpur, prop de la confluència dels rius Subarnarekha i Kharkai. Els va semblar un elecció idònia i el lloc va quedar triat.
Els primers treballs de desenvolupament van ser realitzats per Durrell & Co, una empresa d'enginyeria civil dirigida per Lawrence Samuel Durrell, pare del naturalista Gerald Durrell (nascut allà) i del novelista Lawrence Durrell. Per encàrrec de la família Tata, el 1920, Durrell s'encarregà de la construcció d'una fàbrica de llauna, una planta de fabricació de maons, un edifici d'oficines, un hospital i més de 400 cases per treballadors.
Els plans de Jamshedji per la ciutat eren clars. Va tenir una visió de molt més que una simple filera de barraques pels treballadors. Va insistir a construir totes les comoditats i el confort que una ciutat pot oferir. Com a conseqüència, moltes zones de la ciutat estan ben planificades i hi ha grans àrees d'oci publiques com el Jubilee Park.
Mentre construïa aquesta bella ciutat, Jamshedji Tata va dir ...
Assegureu-vos de posar carrers amples amb arbres que donin ombra, cadascun d'una espècie de creixement ràpid. Assegureu-vos que hi hagi un munt d'espai per gespes i jardins; reserveu grans àrees pel futbol, l'hoquei i per parcs; destineu àrees als temples Hindús, a les mesquites Musulmanes i a les esglésies Cristianes.
L'aspecte actual de la ciutat, és el resultat dels seus plans visionaris. Jamshedpur és l'única ciutat de l'Índia sense municipi. La responsabilitat de la seva conservació i del seu manteniment és totalment assumida per Tata Steel, una situació molt probablement única al món.
Diu la llegenda que, a finals dels vuitanta, quan el govern va proposar una llei per acabar amb l'administració dels Tatas a Jamshedpur i portar la ciutat sota un municipi, la població local es va aixecar en protesta i va derrotar la proposta del govern. El 2005, de nou una proposta similar va ser presentada per grups polítics de pressió. El públic objectiu era la classe obrera. Una gran majoria es van posar del costat del govern i van convocar mítings de protesta davant les oficines del comissari adjunt del districte d'Est Singhbhum. No obstant això, l'objectiu mai va ser assolit i Jamshedpur es manté sense municipi, i la qualitat dels serveis es manté.

## Geografia
Jamshedpur està situada a les coordenades 22° 48′ N, 86° 11′ E / 22.8°N,86.18°E.
Té una elevació mitjana de 135 metres. Jamshedpur està situada en una regió muntanyenca de terreny molt irregular. Jamshedpur ocupa el 2,03% de la superfície total de Jharkhand. La superfície ocupada per Jamshedpur és de 230,59 km².

## Clima
Jamshedpur té un clima temperat. L'estiu comença cap a mitjans de març i arriba a ser extremadament càlid entre els mesos de maig i juny. La variació de temperatura a l'estiu oscil·la entre els 35 °C i el 42 °C, encara que s'hi han registrat temperatures més elevades en els últims anys. Per altra banda, la temperatura mínima, registrada durant l'hivern, és de 8 °C. De fet, la millor època per visitar la ciutat és entre els mesos d'octubre i d'abril. Durant aquests mesos, la ciutat no rep aus migratòries. El clima de Jamshedpur està marcat pel monsó del sud-oest. Jamshedpur rep fortes pluges entre els mesos de juliol i setembre, amb unes precipitacions anuals de 1.200 mm.
| Paràmetres climàtics mitjans de Jamshedpur, India | Paràmetres climàtics mitjans de Jamshedpur, India | Paràmetres climàtics mitjans de Jamshedpur, India | Paràmetres climàtics mitjans de Jamshedpur, India | Paràmetres climàtics mitjans de Jamshedpur, India | Paràmetres climàtics mitjans de Jamshedpur, India | Paràmetres climàtics mitjans de Jamshedpur, India | Paràmetres climàtics mitjans de Jamshedpur, India | Paràmetres climàtics mitjans de Jamshedpur, India | Paràmetres climàtics mitjans de Jamshedpur, India | Paràmetres climàtics mitjans de Jamshedpur, India | Paràmetres climàtics mitjans de Jamshedpur, India | Paràmetres climàtics mitjans de Jamshedpur, India | Paràmetres climàtics mitjans de Jamshedpur, India |
| Mes                                               | Gen.                                              | Feb.                                              | Mar.                                              | Abr.                                              | Mai.                                              | Jun.                                              | Jul.                                              | Ago.                                              | Set.                                              | Oct.                                              | Nov.                                              | Des.                                              | Anual                                             |
| ------------------------------------------------- | ------------------------------------------------- | ------------------------------------------------- | ------------------------------------------------- | ------------------------------------------------- | ------------------------------------------------- | ------------------------------------------------- | ------------------------------------------------- | ------------------------------------------------- | ------------------------------------------------- | ------------------------------------------------- | ------------------------------------------------- | ------------------------------------------------- | ------------------------------------------------- |
| Temperatura diària màxima °C (°F)                 | 24 (75,2)                                         | 27 (80,6)                                         | 32 (89,6)                                         | 36 (96,8)                                         | 36 (96,8)                                         | 33 (91,4)                                         | 31 (87,8)                                         | 31 (87,8)                                         | 30 (86)                                           | 30 (86)                                           | 27 (80,6)                                         | 24 (75,2)                                         | 30 (86)                                           |
| Temperatura diària mínima °C (°F)                 | 13 (55,4)                                         | 16 (60,8)                                         | 21 (69,8)                                         | 25 (77)                                           | 27 (80,6)                                         | 27 (80,6)                                         | 26 (78,8)                                         | 26 (78,8)                                         | 25 (77)                                           | 22 (71,6)                                         | 18 (64,4)                                         | 13 (55,4)                                         | 22 (71,6)                                         |
| Precipitació total mm (polzades)                  | 10,8 (0,4)                                        | 13,3 (0,5)                                        | 19,4 (0,8)                                        | 17,7 (0,7)                                        | 54,9 (2,2)                                        | 172,8 (6,8)                                       | 230,8 (9,1)                                       | 252,7 (9,9)                                       | 165,8 (6,5)                                       | 54,5 (2,1)                                        | 8,7 (0,3)                                         | 5,9 (0,2)                                         | 1.007,3 (39,7)                                    |
| Font: Weatherbase and MSN Weather Abril 2010      |                                                   |                                                   |                                                   |                                                   |                                                   |                                                   |                                                   |                                                   |                                                   |                                                   |                                                   |                                                   |                                                   |

## Demografia
Segons el cens de 2001, Jamshedpur té una població d'1.134.788 habitants i és la vint-i-vuitena de les 35 ciutats de més d'un milió d'habitants de l'Índia. Els homes en constitueixen el 53%, mentre que les dones representen el 47% restant. Jamshedpur té un índex mitjà d'alfabetisme del 82%, molt més elevat que el 59,5% de la mitja nacional. A Jamshedpur, l'11% de la població és menor de 6 anys.
El llenguatge conversacional habitual és l'hindi. Malgrat això, les llengües tribals com el santalí i l'ho també es parlen a algunes parts de la ciutat. La població és cosmopolita per naturalesa, a causa de la migració de persones de tot el país per treballar-hi a les nombroses indústries presents a la ciutat.
Deixant de banda la població tribal nadiua, la resta de grups etno-religiosos són els bengalís, biharis, panjabís, oriyas, gujaratis, marwaris i musulmans. Hi ha un petit però significant grup d'indis procedents dels sud, principalment d'Andhra Pradesh, Tamil Nadu i Kerala.
A Jamshepur s'hi celebren grans festivals com Makar Sakranti, Durga Puja, el Deepavali, el Holi, Nadal, Id-ul-Fitr, Id-uz-Zuha i Chhath.

## Economia
Jamshedpur, com a llar de la primera empresa privada de ferro i acer de l'Índia (sisena més gran del món), Tata Steel, és anomenada Tata Nagar com a resultat de la important presència de l'empresa. Les àrees que envolten Jamshedpur són riques en minerals: mineral de ferro, carbó, manganès bauxita i calç.
És una ciutat moderna e industrial. Les principals indústries són les de ferro i acer, la fabricació de camions, la producció de llauna, ciment i altres petites i mitjanes indústries relacionades amb aquests productes. La fàbrica més gran és la de Tata Steel (anteriorment Tata Iron and Steel Company o TISCO), situada gairebé al centre de la ciutat. Tata Steel és la planta de producció de ferro i acer més gran del país, així com la més antiga. Existeixen plans per incrementar la producció de la planta de Tata Steel de 7 milions de tones anuals a 10 milions de tones anuals. En cas de produir-se, es convertiria en la primera planta del món en tenir una capacitat de producció de 10 milions de tones en un sol campus.
La planta d'acer és molt gran i cobreix una quarta part de la superfície de Jamshedpur, i té dos llacs interiors d'aigua.
L'altra gran fàbrica és la de Tata Motors amb Telcon, la qual fabrica vehicles pesants i equip de moviments de terres/construcció. Tata Motors s'anomenava anteriorment The Tata Engineering and Locomotive Company (TELCO), i havia fabricat locomotores.
Tata Tinplate (l'anterior Tinplate Co. of India Ltd. ) fabrica llauna. Originalment era una companyia britànica creada a Golmuri, posteriorment adquirida per Tata. Una altra fabrica, situada prop de Tata Motors, és la Indian Steel and Wire products (ISWP). ISWP va ser reoberta després de més de cinc anys per Tata Steel, després de superar tots els obstacles e impediments jurídics plantejats pel BFIR (Board for Industrial and Financial Reconstruction). ISWP va reprendre la producció de filferro el 2 de gener de 2004, després de ser adquirida per Tata Steel.
Diverses indústries de renom, com TRF Limited (Tata Robins Fraser), que fabrica productes de manipulació de materials, màquines de processament i altres productes d'enginyeria, estan situades a Jamshedpur. Agrico, una subsidiària de Tata Steel, fabrica productes agrícoles. Tata Yodogawa Ltd o Tayo fabrica rodets i matrius per a tallers de laminació. Praxair i British Oxygen Company (BOC), són productores d'oxigen i nitrogen líquid, i altres gasos, i ambdues tenen plantes adjacents a la fàbrica d'acer.
Lafarge Cement, anteriorment Tata Cement, està situada prop de Tata Motors. Juntament amb les xemeneies de Tata Power, una estació elèctrica de carbó per a ús intern que proporciona una gran quantitat d'electricitat a la ciutat, pot ser vista des de les vies del tren, quan s'arriba Jamshedpur en ferrocarril. Usha Martin situada a Adityapur és una empresa que fabrica cable de filferro.
La presència d'altres companyies com ABB, TCS, L&T, S&L, SMS, Danielle o Italiam Pianti és un privilegi per la gent de la ciutat.
La majoria de petites i mitjanes empreses (PIMES) estan situades al Adityapur Industrial Estate (polígon industrial), que abans de l'aparició del NOIDA era el centre industrial més gran d'Àsia.

## Administració civil
L'administració civil de la ciutat es troba actualment en diverses mans, com són: 
- Jamshedpur Notified Area Committee (JNAC)
- Adityapur Municipal Council (AMC)
- Jugsalai Municipality
- Mango Notified Area Committee (MNAC).

El JNAC està dividit en dues parts, una d'elles és l'àrea arrendada per Tata. L'àrea arrendada, que ocupa aproximadament uns 41 km², és gestionada per JUSCO, mentre que la resta és gestionada pel mateix JNAC.JUSCO és considerada una de les millors companyies de manteniment i desenvolupament d'infraestructures urbanes de l'Índia, que se li ha reconegut per mitjà de nombrosos premis. AMC ocupa els aproximadament 49 km² de l'àrea d'Adityapur que compren tant la part residencial com el cinturó industrial. MNAC ocupa les zones residencials de Mango i Pardih, d'aproximadament d'uns 18 km².
El govern està considerant la creació d'un cos administratiu municipal unificat anomenat Jamshedpur Urban Agglomeration o JUA. L'òrgan de govern proposat estaria integrat per les àrees actualment sota control del JNAC, l'AMC, el MNAC i el Jugsalai Municipality, i les ciutats de Parsudih, Ghorabandha, Chotagovindpur, Gadhra, Sarjamdah, Haldubani, Kitadih i Bagbera, les quals formen part del Bloc de Jamshedpur.

## Transport
La ciutat està ben comunicada per tren i per carretera.

### Ferrocarrils
L'Estació de ferrocarril de Tatanagar és un important nus ferroviari i una estació modèlica de la South Eastern Railway, i el nus ferroviari més important de l'estat, donat que està connectat directament a les ciutats més importants de l'Índia, és a dir, Calcuta, Bombai, Delhi, Chennai, Bangalore, Ahmedabad, Amritsar, Raipur, Patna, Nagpur, Kanpur, Ranchi, Poona, Jammu, Visakhapatnam, Guwahati, Bhubaneswar, etc. La principal estació ferroviària de la ciutat és coneguda com a Tatanagar Junction, altres són Adityapur, Gamahria, Salgajhari i Govindpur.

### Carreteres
Jamshedpur està ben connectada amb altres parts de l'Índia a través de carreteres nacionals i estatals. Les carreteres principals són:
- National Highway 33 (NH 33) toca la ciutat i s'uneix a la NH 32, la qual connecta Calcuta amb Delhi.
- National Highway 32 (NH 32) connecta Jamshedpur amb Govindpur a través de Dhanbad, Bokaro.

Serveis regulars d'autobús estan disponibles des de Jamshedpur fins a Ranchi (131 km), Patna, Gaya, Calcuta (300 km) via Baharagora, Hazaribagh, Puri, Bhubaneswar, Asansol, Bokaro, Dhanbad, etc. A més, està prevista la construcció d'un pont nou de 4 carrils que connectarà el complex industrial d'Adityapur amb la ciutat.

### Transport local
Com a transport local, els viatgers poden utilitzar els serveis de busos i autorickshaws. Els autorickshaws són el mitjà popular utilitzat per desplaçaments locals. Jamshedpur City Ride Bus és un transport per carretera de nova introducció a càrrec del JUSCO (Jamshedpur Utilities & Services Company, una empresa del Tata Group). Es va estrenar el 3 de març de 2009, el dia del Fundador. La flota està formada per autobusos Tata Star. És un servei extens amb rutes que donen servei a la majoria d'àrees de la ciutat. Cada autobús està equipat amb GPS, taulells electrònics i màquines expenedores informatitzades. El govern de l'estat també té plans per introduir fins a 50 busos sota el règim del nou JNNURM, que es troba en les etapes finals de la seva implementació i serà una associació pública i privada.

### Aeroport
L'aeroport de la ciutat està situat a Sonari. L'aeroport només és prou gran com per donar cabuda a petites aeronaus ATR. Fins fa poc l'aeroport estava operat per Kingfisher Red i MDLR Airlines, amb Kingfisher Airlines operant dos vols cada dia fins a Calcuta i MDLR Airlines oferint un vol amb escales a Nova Delhi via Ranchi. L'aeroport és generalment utilitzat per vols charter utilitzats per directius de Tata Steel. Amb el creixement de la població de la ciutat i de les necessitats dels ciutadans, el govern, juntament amb Tata Steel, està estudiant la construcció d'un nou aeroport en un futur pròxim. Els aeroports comercials més propers són el de Calcuta i Ranchi.

## Educació e investigació
Jamshedpur té una alta taxa d'alfabetisme, equiparable a la dels millors del país. La Steel City té fins a 183 escoles i 13 universitats. D'aquestes, 25 escoles i un internat són gestionats pel JUSCO Education Department. Atenen a més de trenta mil nens, amb matrícules a preus econòmics. Tata Steel també atorga diverses beques, permetent als estudiants amb talent cursar estudis superiors. Aquestes inclouen la beca Golden Jubilee, la qual s'atorga a estudiants meritoris que cursen estudis en diverses universitats.
Els instituts més prestigiosos de Jamshedpur són: el Mahatma Gandhi Memorial Medical College, una universitat de medicina que es vanta d'haver format metges que s'han establert per tot el país, així com a l'estranger, el XLRI (Xavier Labour Relations Institute), un institut de gestió considerat dels millors del país, i el National Institute of Technology, Jamshedpur, un dels Institute of National Importance (aquells que tenen un paper fonamental en el desenvolupament d'un personal altament qualificat) en el camp de l'enginyeria/tecnologia.
L'escolarització de Jamshedpur està considera una de les millos de l'Índia, ja que té algunes de les millors escoles de l'Índia com són el Loyola School Jamshedpur i el Sacred Heart Convent.
La majoria d'escoles fan servir el model de l'Indian Certificate of Secondary Education/Indian School Certificate (ICSE/ISC), mentre que la resta estan afiliats al Central Board of Secondary Education (CBSE).
També s'hi troba a Jamshedpur el National Metallurgical Laboratory, el qual és el tercer del 38 laboratoris del Council of Scientific & Industrial Research (CSIR), que va ser formalment inaugurat i dedicat (amb l'esperit d'esperança i la fe en el futur) a la nació per Pandit Jawaharlal Nehru el 26 de novembre de 1950.
El SNTI o Shavak Nanavati Technical Institute ha estat un dels primers instituts de capacitació laboral del país i des d'aleshores ha estat impartint l'educació tècnica dels empleats de les empreses del Tata group, així com d'altres.

## Esports
L'esport és una forma de vida de Tata Steel, i la reputació de Jamshedpur com a capital esportiva de Jharkhand és conseqüència d'aquesta filosofia. Sota l'atenta supervisió d'entrenadors especialitzats, s'imparteix formació a esportistes per tractar de destacar en competicions nacionals e internacionals. La iniciativa està principalment portada a terme per les cases de l'empresa a la ciutat.
Tata Steel s'ha esforçat constantment a promoure les activitats esportives. Nombrosos clubs privats de Jamshedpur proporcionen diverses activitats esportives com ara el golf, el tenis, l'esquaix, el billar, l'equitació, etc.
Algunes de les acadèmies i estadis de Jamshedpur són:
Complex esportiu JRD Tata- Aquest magnífic complex que compta amb un terreny de futbol d'estàndards internacionals i una pista d'atletisme monosintètica de vuit carrils. El complex també disposa d'instal·lacions per la pràctica d'altres esports com l'handbol, el tenis, el voleibol, l'hoquei, el basquetbol, la boxa i el tenis taula, així com un gimnàs modern. Va ser el primer complex del seu tipus de l'Índia.
Estadi Keenan- Amb els turons de Dalma i les xemeneies de les fàbriques de Tata Steel de fons, l'estadi Keenan proporciona un entorn pintoresc per la pràctica del criquet. L'estadi deu el seu nom a Lawrence Keenan, un antic director general de Tata Steel. L'estadi va allotgar el primer International One Day Cricket el 7 de desembre de 1983, en el qual l'Índia va perdre amb l'equip de les Indies Orientals. S'hi ha jugat molts altres partits internacionals, dels quals l'Índia només ha guanyat un partir contra Sud-àfrica. Yuvraj Singh va obtenir la seva primera puntuació més alta de 358 contra Bihar en aquest estadi abans de ser escollit per l'Equip Nacional per jugar el trofeu ICC Knock Out el 2000.
Acadèmia de futbol Tata (TFA) – L'acadèmia es va inaugurar el 1987 per nodrir futbolistes indis en potència d'una manera científica i elevar el nivell general del futbol a l'Índia.
Acadèmia de tir amb arc Tata – El tir amb arc és un esport indígena de les poblacions tribals de Chhotanagpur i Santhal Pargana. Tata Steel ha proporcionat les instal·lacions i l'entrenament necessari a les tribus locals i per donar-los el nivell per competir a nivell internacional en tir amb arc.
Jamshedpur té dos camps de golf: el Beldih Golf Course i el Golmuri Golf Course. Ambdós camps que es troben al cor de la ciutat, i tenen un bon manteniment. El més gran d'ells és el Beldih Golf Course, que té al voltant de 600 iardes. El Golmuri Golf Course encara que menor, també és exigent. Ambos celebren anualment el prestigiós Tata Open Golf Tournament, el qual és un acte celebrat amb el marc del Professional Golf Tour of India. El torneig es va celebrar per primer cop el 2002.

## Mitjans de comunicació
A la ciutat es publiquen una sèrie de diaris en hindi, bengalí, urdú i anglès. Pel que fa als lectors, els més populars són: el Dainik Jagran, l'Hindustan Dainik, el Prabhat Khabar i el The Daily Telegraph.
La programació de TV de la ciutat és proporcionada pel canal de notícies de 24 hores Sahara Samay i la transmissió d'altres magazines per operadors de cable locals.
Jamshedpur té les següents estacions de ràdio de FM que emeten música les 24 hores 7 dies a la setmana:
- Red FM 93.5
- Radio Dhoom
- Big FM 92.7

A més d'aquestes, la Vividh Bharati (All India Radio) també transmet a través del 100.8 de la FM.

## Llocs d'interès
- Tata Steel: Es creu que era l'única companyia siderúrgica a l'est del Mar Roig durant la Primera Guerra Mundial. Actualment és el sisè major productor de ferro i acer. Conegut per la seva impecable qualitat i planificació, l'organització actua com a tutor social per molts dels seus empleats.

- Parc Jubilee: Aquest parc va ser un regal de Tata Steel als ciutadans de Jamshedpur per celebrar els seus 50 anys. Va ser inaugurat per Pandit Jawaharlal Nehru, el primer Primer Ministre de l'Índia, el 1956. Aquest parc de 0.91 km² té un jardí de roses especial i un llac. Té una avinguda adornada especialment amb arbres d'Asóka i fonts i cascades d'aigua que funcionen durant la nit. És el favorit de caminants al matí, corredors, ciclistes i pescadors. També hi ha algunes zones recreatives dins o adjuntes al parc.

- Tata Steel Zoological Park: El ben cuidat zoològic es troba a una cantonada del Parc Jubilee. El Safari Park del zoo permet als visitants passejar per una zona boscosa on els animals estan lliures. Una vista al Nature Education Centre, un passeig en barca pel llac o una caminada pel Nature Trail, són sortides úniques per relaxar-se. La coexistència de la vida salvaje a prop de la planta d'acer, és una evidència de l'excel·lent equilibri entre indústria i natura.

- Jubilee Nicco Amusement Park: El parc redefineix el concepte d'oci a la Steel City. El parc d'atraccions, un regal per als infants de Jamshedpur, ofereix un oci que anteriorment era exclusiu de les ciutats metropolitanes. Les llomes verdes i els cursos d'aigua ofereixen un ambient meravellós on gaudir d'atraccions com un tobogan de 75 metres o un passeig en eruga.

- Llac Dimna: Situat als peus dels turons de Dalma, el llac Dimna és un embassament artificial i una de les principals fonts d'aigua potable de la ciutat. El llac disposa d'instal·lacions per esports aquàtics com el jet ski i el rem.

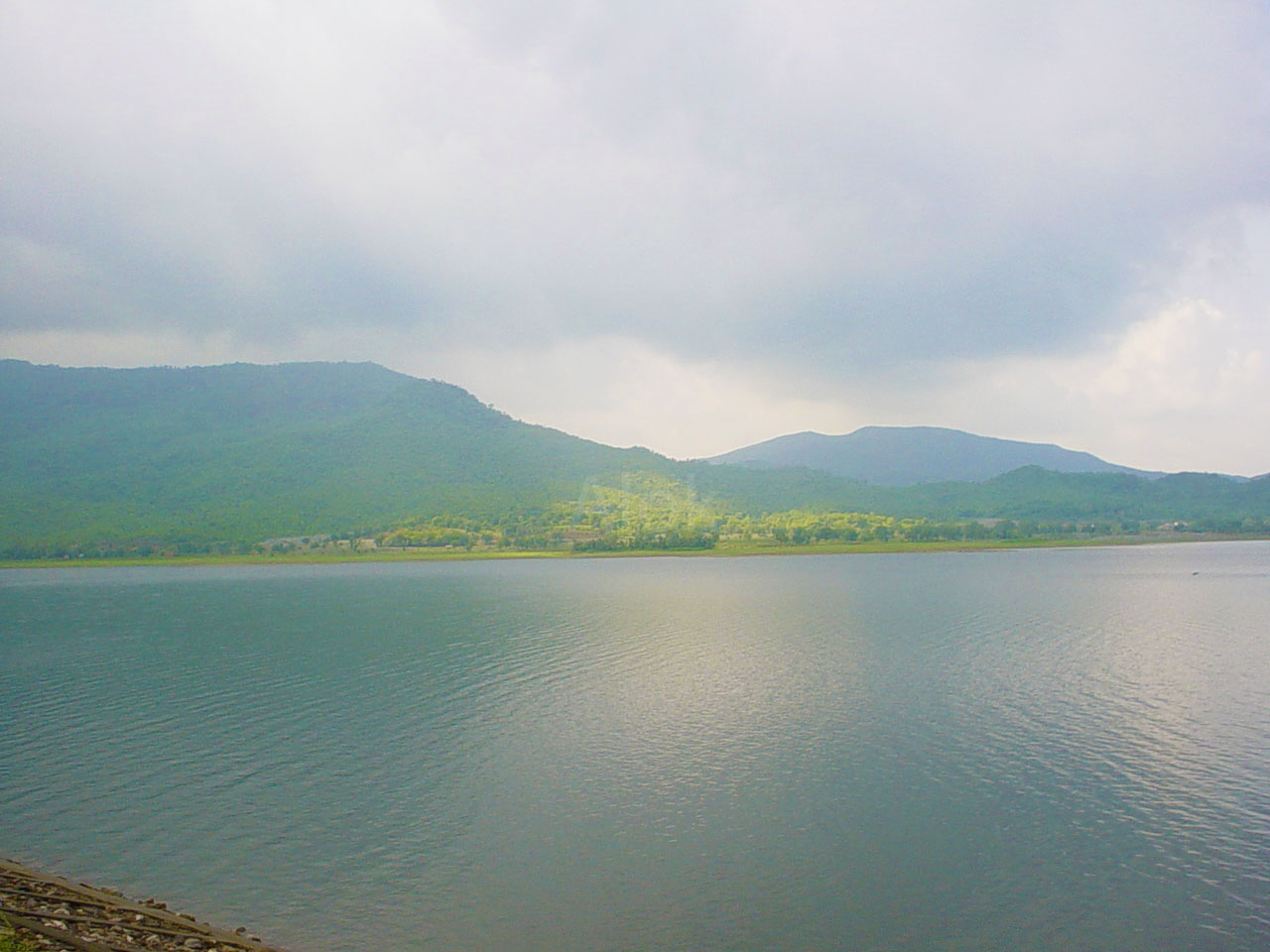
Llac Dimna

- Rivers Meet: Domuhani, és la confluència dels rius Kharkai i Subarnarekha. Domuhani, situada a l'extrem nord-oest de la ciutat, és un lloc popular de pícnic.

- Turons de Dalma: Al nord del riu Subarnarekha, s'estenen d'est a oest al llarg de 16 km, els turons de Dalma. Són accessibles per carretera i famosos pels seus ramats d'elefants salvatges i disposen d'instal·lacions per la pràctica del trekking i el muntanyisme.

- Llac Hudco: A la colònia Telco, hi ha un bonic parc amb una zona recreativa i una cascada i un llac artificials. Un turó proper proporciona una vista panoràmica dels voltants.

- Parc Sir Dorabji Tata: Prop de l'estadi Keenan, al mes de desembre, s'hi celebra la mostra anual de flors de Jamshedpur. Una gespa ben atesa, amb un llits de flors i unes fonts brillantment il·luminades, proporcionen al parc un deliciós toc de color.

- Parc Bhatia: Situat a Shastri Nagar al llarg de les ribes del riu Subarnarekha.

- Russi Mody Centre for Excellence (RMCE): Allotjada en el si d'una estructura única, als afores del parc Jubilee i dissenyada pel famós arquitecte Hafeez Contractor, és la llar de moltes associacions professionals de Jamshedpur. També hi ha l'arxiu de Tata Steel, on s'hi poden veure artefactes relacionats amb la història de l'evolució de Tata Steel i de la ciutat en conjunt.

- Gol Pahari Mandir: Situat als afores de la ciutat, el Gol Pahari és famós pel Pahari Mandir, on el Pahari Maa és deïtat regnant. El temple (mandir) està construït en un turó prop de l'Estació de ferrocarril de Tatanagar. Anualment s'hi celebra un festival a la Railway Loco Colony per adorar Pahari Maa.

- Rankini Mandir: Situat a Kadma, és un dels temples Kali més antics. Rep diàriament un gran nombre de devots d'arreu.

- Bhuvaneshwari Mandir: Està ubicat a la colònia Telco prop de l'escola VBCV. Situat al cim d'un a la part sud-est de la ciutat.

- Ghatshila: A 37 km a l'oest de Jamshedpur, es troba aquest municipi, famós per la seva fàbrica de coure. També és famós per la seva bellesa paisatgística.

- Pardih KALI MANDIR: Es tracta d'un temple de la deessa Kali a Pardih.

## Seccions de la ciutat
- Sakchi: És el cor de la ciutat, amb els principals mercats i algunes àrees residencials. La part antiga de la ciutat té molt edificis d'estil arquitectònic antic, però també hi ha sales d'exposició de grans mercaderies. És la vila on es va fundar Jamshedpur.

- Parsudih: Situada a la part sud de Jamshedpur, és una de les zones residencials més grans de la ciutat. Hi allotja el temple Golpahari, el més antic i visitat de Jamshedpur.

- Mango: Situada al llarg del riu Subarnarekha, és una zona residencial molt gran i en creixement. Encara que un cop va ser un barri, gràcies al constructors, Mango és avui en dia una urbanització dormitori. Els llocs al voltant del llac Dimna ofereixen les vistes més espectaculars de la ciutat.

- Bistupur: És una luxosa zona comercial i residencial de la ciutat, que atén a la classe mitjana i mitja/alta. La majoria de sales d'exposicions, centres comercials, restaurants populars i hotels de luxe, es troben en aquest carrer. Bistupur encapçala la llista d'immobles amb preus més elevats.

- Kadma: Una tranquil·la localitat residencial pròxima a Sonari. Probablement una de les zones residencials més grans de la ciutat. Aquí s'hi troben les cases dels empleats de Tata Steel.

- Namda Area: Zona residencial al centre de la ciutat.

- Sonari: Hi ha cases residencials de disseny i l'aeroport de la ciutat, proper a la confluència dels rius Karkhai i Subarnarekha. Allà s'hi troben també la seu de Bharat Seva Ashram (organització de voluntaris que ajuden a les persones en perill) i un campament regional de l'exèrcit de l'Índia.

- Telco: Aquest municipi pertany i és dirigit per Tata Motors. Els funcionaris de Telco i els empleats hi gaudeixen de totes les instal·lacions necessàries, que van des de metges a oci, tot dins d'aquesta zona, fins i tot centres d'atenció sanitària, esports i educació. També s'hi troba el Telco Club amb una piscina i un bon camp de criquet al seu costat.

- Bari Nagar: Aquesta és una zona de població musulmana al costat de Radhika Nagar i que confronta amb el Telco Campus. La majoria de la seva població treballa a Tata Motors.

- Kailash Nagar: La gent s'hi ha quedat a viure durant dècades després del tancament de TATA FOUNDARY (una foneria), comprant les terres als propietaris de les companyies. Està situada al costat de la planta de NML (National Metallurgical Laboratory)[11] i de la divisió de tubs de Tata.[12]

- Govindpur: Està situada al costat de Tata Motors, del parc Sumant Mulvakar, de la planta elèctrica Tata Power i de la planta de ciment Lafarge Cement.

- Jugsalai: L'àrea adjacent a l'Estació de ferrocarril de Tatanagar, coneguda como Jugsalai, té un gran mercat a l'engròs de roba, comestibles, etc.

- Sidhgora: Una àrea residencial pels empleats de Tata Steel. Té el dipòsit d'emmagatzematge d'aigua més gran de la ciutat.

- Golmuri: Les àrees residencials i de mercat de Golmuri, inclouen el mercat de cereals a l'engròs més gran de la ciutat i la torre de televisió Doordarshan. Aquí s'hi troba el colossal complex comercial Akash Deep Plaza.

- Birsanagar: Deu el seu nom al lluitador per la llibertat Birsa Munda, que va lluitar contra els britànics durant la lluita per la llibertat de l'Índia. És l'àrea residencial més gran de Jamshedpur. Es va iniciar com un enorme assentament de barraques que posteriorment va ser legalitzat. El patró de construcció d'aquesta àrea és irregular, donat que les residencies es van construir de forma privada.

- Adityapur: Connectada amb la Steel City pel pont Kharkai, és el polígon industrial més gran d'Àsia. És on es troben la majoria d'empreses auxiliars que proporcionen subministraments a Tata Motors i Tata Cummins. Encara que està situada en un districte (Saraikela-Kharsawan) diferent del de Jamshedpur (East Singhbhum), es considera part de la ciutat. Té una estació de radiodifusió de l'All India Radio High Power. Alberga més de 800 petites industries i abans del NOIDA, va ser el cinturó industrial més gran d'Àsia.

- Nildih: Seu de la divisió de tubs de Tata Steel i dels bungalows dels empleats que hi treballen.

- Bhalubasa: Barri residencial amb cases privades. El seu punt de referència és el pas elevat que connecta Sakchi amb la zona agrícola.

- Dhatkidih: Proper a Bistupur, Kadma i Sakchi, és molt famós per les seves fleques.

- Aambagaan: Un gran camp obert que allotja la majoria de fires i exposicions temporals. Està situat al costat de Sakchi i Baradwari, amb una ubicació central que li és molt avantatjosa.

- Pardih: Situat més enllà de la ciutat prop de la National Highway 33. Recentment ha experimentat un creixement de població i de les activitats de desenvolupament a mesura que ciutat s'expandeix al nord del riu Subernarekha. Es tracta d'un boom immobiliari dels últims temps.

- Azadnagar: També conegut com a Azad Bastie, és una subdivisió de Mango, predominantment musulmana. Està desproveïda de qualsevol infraestructura bàsica o servei.

- Gamharia: És un centre industrial connectat a Jamshedpur pel riu Kharkhai. Es troba dins el districte de Saraikela-Kharsawan, però és considerat part de Jamshedpur. Allà s'hi troben dues grans empreses auxiliars de Tata Steel, Tayo Rolls i Tisco Growth Shop, companyies com Usha Martin, el conegut internacionalment Caparo Group i moltes altres indústries.

## Llista de persones destacades de Jamshedpur
- R. Madhavan, estrella del cinema indi.
- Priyanka Chopra, actriu de Bollywood, Miss India World 2000 i Miss World 2000.
- Tanushree Dutta, actriu de Bollywood i Miss India Universe 2004.
- Imtiaz Ali, director de cinema Hindi
- Siddhartha Basu, reconegut presentador i personalitat dels mitjans de comunicació.
- Saurabh Tiwary, jugador de criquet dels Mumbai Indians de la IPL (Indian Premier League).

## Projecte pilot per selecció de les Nacions Unides
Jamshedpur va ser escollida per ser una de les sis ciutat en participar en el programa pilot de les Nacions Unides Global Compact Cities. Les altres cinc ciutats són Melbourne (Austràlia), Porto Alegre (Brasil), Tianjin (PRC), Nairobi (Kenya) i San Francisco (Estats Units).
Jamshedpur representa el sud d'Àsia. El registre excepcional de Tata Steel en el camp del desenvolupament comunitari i la seva participació directa en proporcionar serveis a la ciutat, és la raó per la qual Jamshedpur ha estat designada per projecte pilot internacional.